# Getting Atmosphere
Getting Atmosphere è un cortometraggio muto del 1912 scritto, diretto e interpretato da Hobart Bosworth.

## Trama
Nello studio della Mutoscope M.P.C. si stanno facendo le prove di un film dove due giovani donne in lacrime recuperano da un galante vagabondo una borsa perduta. L'attore che veste i panni del vagabondo recita in maniera così assurda che provoca le ire del regista che inveisce contro di lui. Poi il regista va fuori, alla ricerca del luogo dove ambientare il film. Incontrando tre veri vagabondi, gli viene l'idea di offrire a uno di loro il ruolo nel film. I tre, volendo cogliere l'occasione di far bella figura, rubano a tre ragazzi che stanno facendo il bagno in una pozza i vestiti. Il prescelto per la parte, tutto pulito e agghindato, si presenta allo studio. Il regista è disgustato da quella trasformazione e lo butta fuori. Poi, alla fine, affida il ruolo a uno degli altri vagabondi, trovando in questo un valido sostituto.

## Produzione
Il film fu prodotto dalla Selig Polyscope Company.

## Distribuzione
Distribuito dalla General Film Company, il film - un cortometraggio di 200 metri - uscì nelle sale cinematografiche statunitensi il 25 ottobre 1912. Nelle proiezioni, veniva programmato con il sistema dello split reel, accorpato in un'unica bobina con un altro cortometraggio prodotto dalla Selig, il documentario The Biwa Canal and Shooting the Rapids at Katsuragawa, Japan.